# Be My Guest (chanson de Gaitana)
Pour les articles homonymes, voir Be My Guest.
Be My Guest (Soyez mon invité) est la chanson de l'artiste congolo-ukrainienne Gaitana qui représente l'Ukraine au Concours Eurovision de la chanson 2012 à Bakou, en Azerbaïdjan.

## Eurovision 2012
La chanson est sélectionnée le matin du 18 février 2012 lors d'une finale nationale.
Elle participe à la seconde demi-finale du Concours Eurovision de la chanson 2012, le 24 mai 2012.

## Euro 2012
La chanson sera un des hymnes du Championnat d'Europe de football 2012, qui se déroulera en Ukraine et en Pologne en mai 2012.